# Ukaleq Slettemarková
Ukaleq Astri Slettemark, přechýleně Slettemarková (* 9. září 2001, Nuuk) je grónská biatlonistka. Na Mistrovství světa juniorů v biatlonu 2019 získala zlato v individuálním závodě na 10 km. Ve světovém poháru debutovala dne 11. prosince 2020 v Hochfilzenu. Její první životní akcí bylo Mistrovství světa v biatlonu 2021 ve slovinské Pokljuce. Na Zimních olympijských hrách 2022 startovala za Dánsko.
Její rodiče jsou také biatlonisté, její otec Øystein závodil na Zimních olympijských hrách 2010 za Dánsko, její matka Uiloq se zúčastnila mistrovství světa v roce 2012.

## Výsledky
Všechny výsledky pocházejí od Mezinárodní biatlonové unie.

### Olympijské hry
| Akce                      | Individuální závod | Sprint | Stíhací závod | hromadný závod | Štafeta | Smíšená štafeta |
| ------------------------- | ------------------ | ------ | ------------- | -------------- | ------- | --------------- |
| Zimní olympijské hry 2022 | 53                 | 65     | —             | —              | —       | —               |

### Mistrovství světa
| Akce                      | Individuální závod | Sprint | Stíhací závod  | Štafeta | Smíšená štafeta | Smíšený závod dvojic |
| ------------------------- | ------------------ | ------ | -------------- | ------- | --------------- | -------------------- |
| Pokljuka 2021             | 65                 | 77     | —              | —       | —               | –                    |
| Oberhof 2023              | 88                 | 56     | Diskfalifikace | —       | —               | —                    |
| Nové Město na Moravě 2024 | 65                 | 77     | —              | —       | —               | —                    |
| Lenzerheide 2025          | 88                 | 72     | —              | —       | —               | 23.                  |

### Mistrovství světa juniorů
| Akce              | Individuální závod | Sprint         | Stíhací závod | Štafeta |
| ----------------- | ------------------ | -------------- | ------------- | ------- |
| Otepaa 2018       | 27                 | 10             | 4             | —       |
| Brezno 2019       | 1                  | 6              | 4             | —       |
| Lenzerheide 2020  | Diskvalifikace     | —              | —             | —       |
| Obertilliach 2021 | 8                  | Diskvalifikace | —             | —       |